# Cochrane (Chili)
Cochrane is een plaats en gemeente in Chili en is de hoofdplaats van de provincie Capitán Prat in de regio Aysén del General Carlos Ibáñez del Campo. Cochrane telde 3.490 inwoners in 2017.